# Loučová
Loučová je malá vesnice, část města Hartmanice v okrese Klatovy v Plzeňském kraji. Nachází se asi tři kilometry severně od Hartmanic. Loučová je také název katastrálního území o rozloze 1,2 km².

## Historie
První písemná zmínka o vesnici pochází z roku 1389.

## Obyvatelstvo
| Rok            | 1869 | 1880 | 1890 | 1900 | 1910 | 1921 | 1930 | 1950 | 1961 | 1970 | 1980 | 1991 | 2001 | 2011 | 2021 |
| -------------- | ---- | ---- | ---- | ---- | ---- | ---- | ---- | ---- | ---- | ---- | ---- | ---- | ---- | ---- | ---- |
| Počet obyvatel | 182  | 180  | 145  | 148  | 121  | 125  | 131  | 66   | 90   | 55   | 30   | 14   | 8    | 7    | 8    |
| Počet domů     | 27   | 26   | 24   | 22   | 25   | 21   | 25   | 22   | 22   | 14   | 12   | 17   | 17   | 17   | 17   |

## Obecní správa
Při sčítání lidu v letech 1850–1959 Loučová byla osadou obce Jiřičná v okrese Sušice. Od roku 1960 je částí města Hartmanice v okrese Klatovy.

## Pamětihodnosti
- Kaple Jména Panny Marie v ohradní zdi bývalého zámku (kulturní památka České republiky)[8][9]

## Rodáci
- Josef Ambrož Gabriel (1820–1880), český právník, spisovatel a politik, starosta Sušice

## Galerie

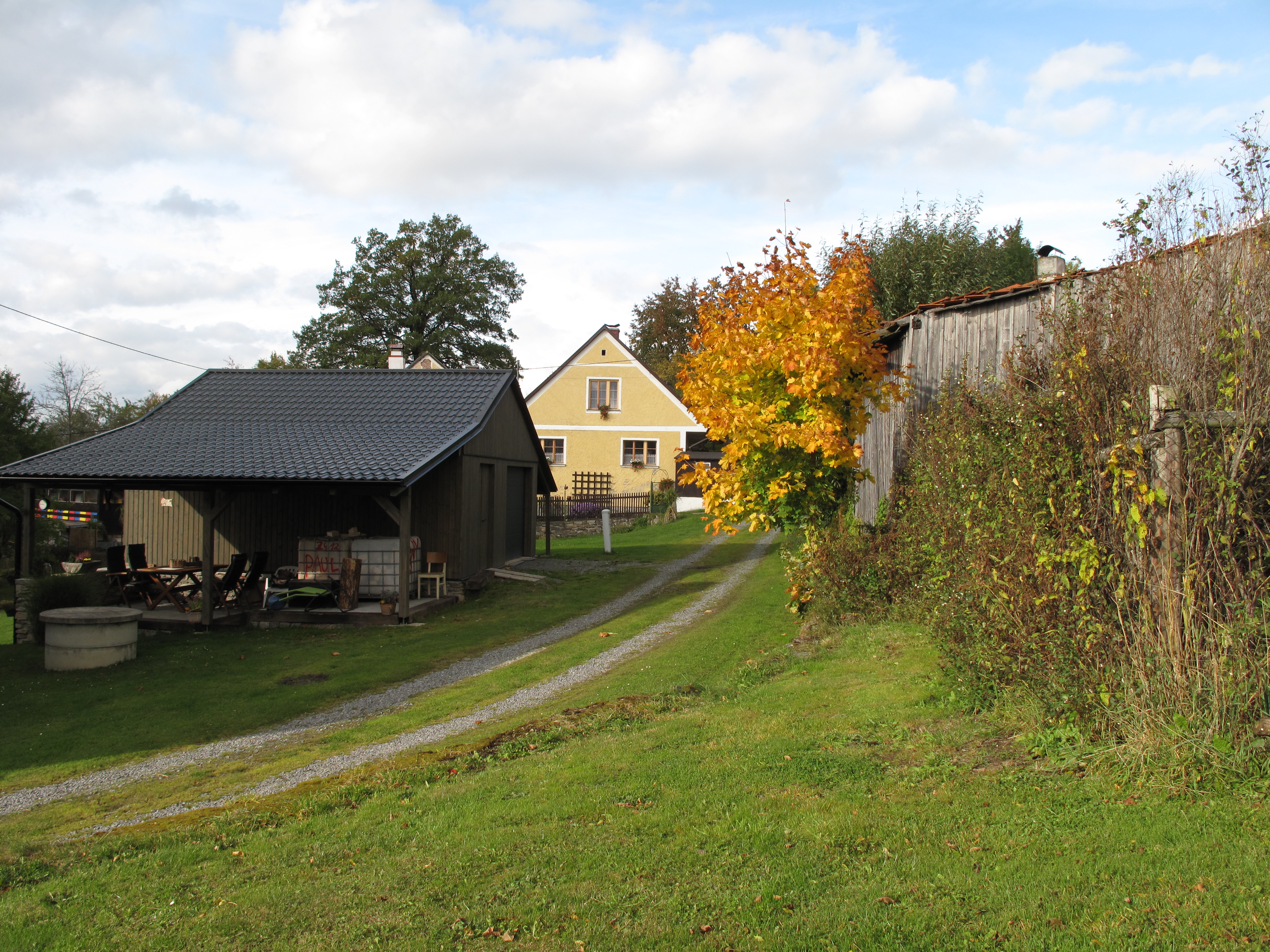
Domy
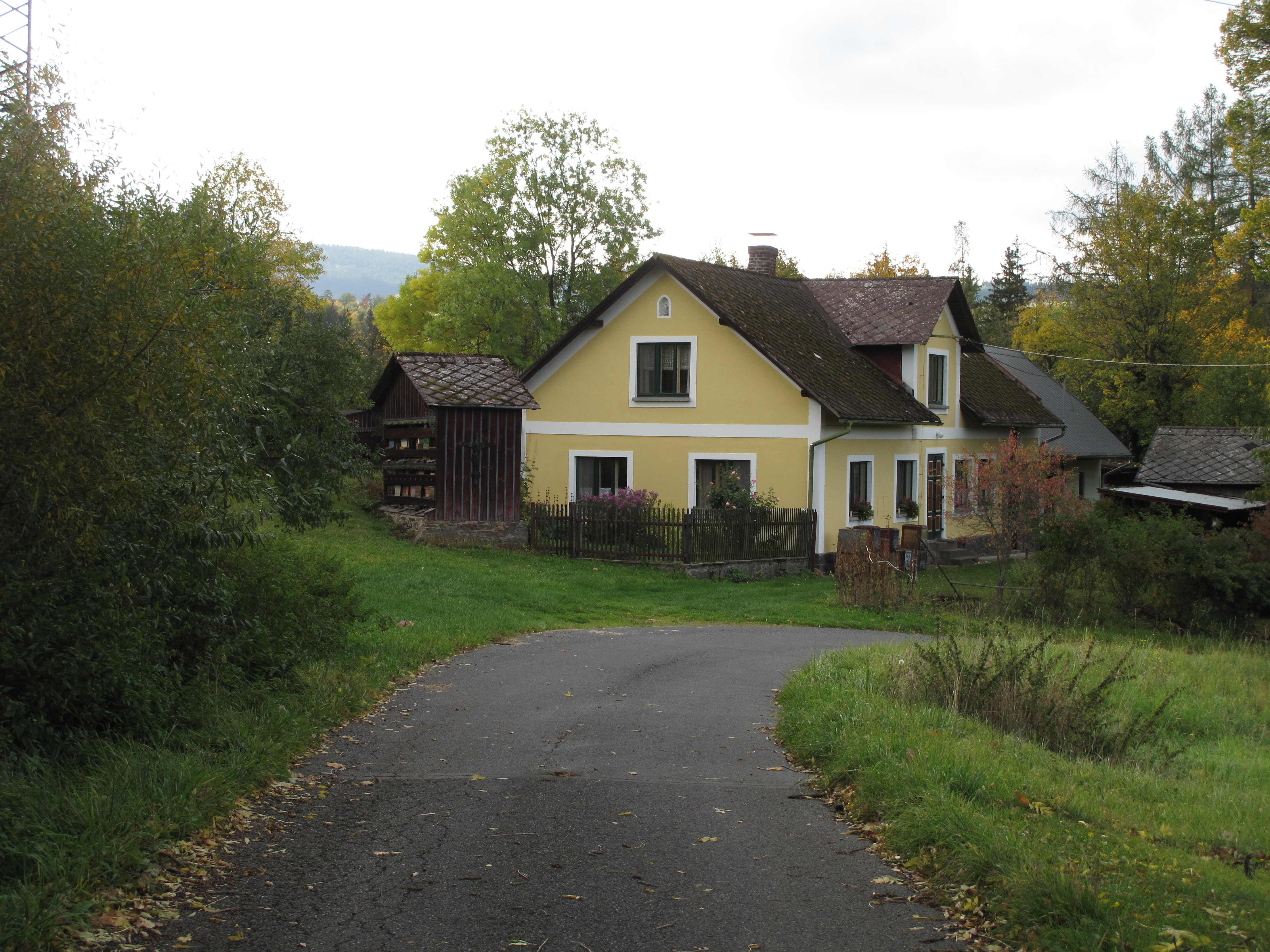
Dům
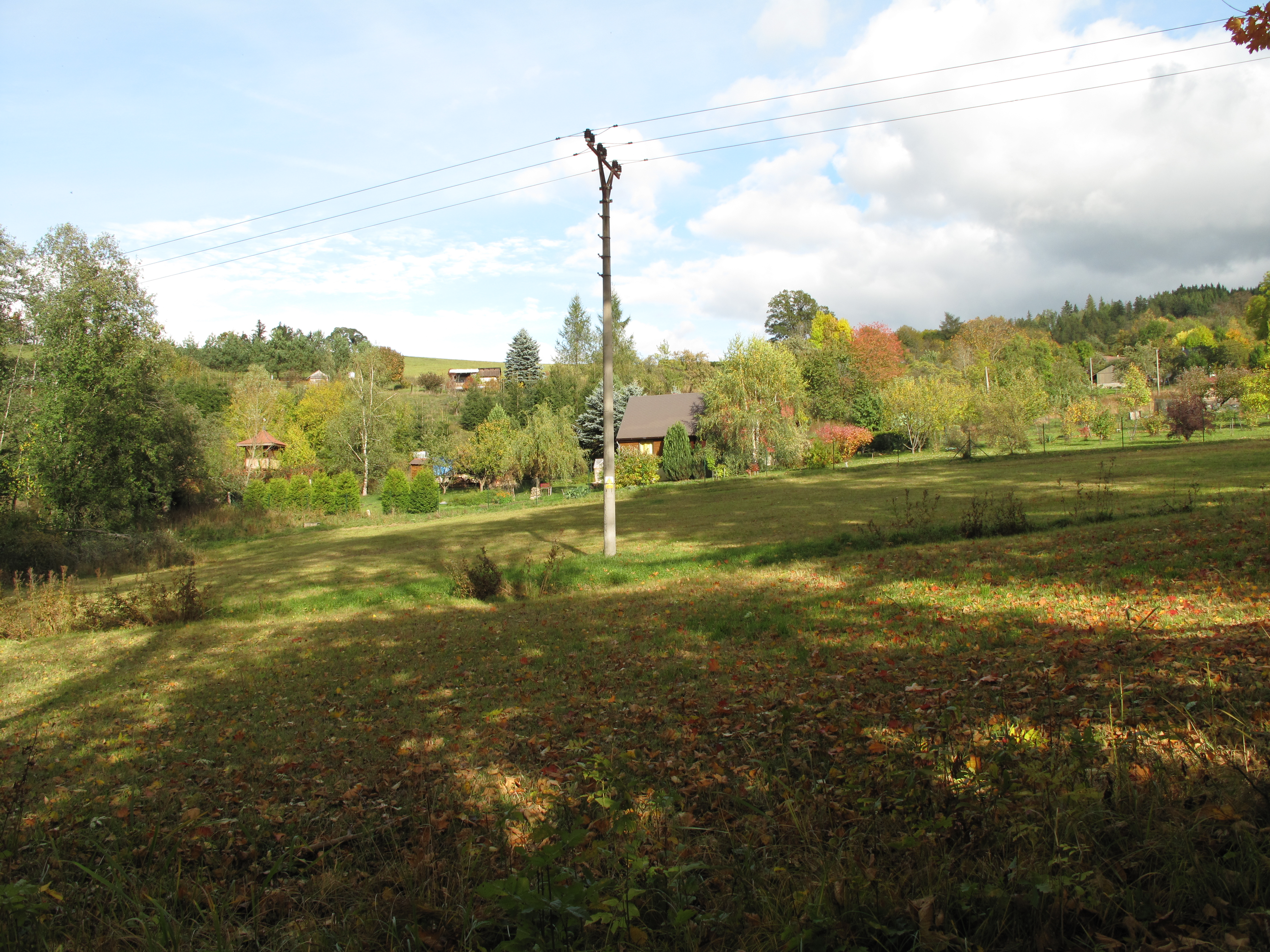
Chaty